# すっぴんカレッジ
すっぴんカレッジは、BSフジで放送されている女子大生が番組を作るバラエティ番組である。

## 概要
普通の女子大生が今の女子大生のトレンドや女子大生ならではの発想や行動力を使って全国に発信する。
自分がやりたかったり、知りたいという情報を自ら番組出演して独特な切り口で視聴者に伝えていく番組。
1stStageでは、ネットワーク・ビューティー・ディスカッション・バラエティーの4つのチームを中心に企画・進行していたが、2ndStageでは5つのチームに分け、「今の女子大生に役立つ情報☆」をコンセプトに就活・旅行・恋愛・政治・株の5つのチームを中心に身近な存在である番組を目指して企画・進行していく。

## 出演者

### 1stStage
ライフスタイル誌「VENUS」を編集・企画・発行する女子大生サークル集合体「ガールズファッション」に所属する女子大生で構成されている。中にはモデルやタレントとして活動しているメンバーもいる。
キャサリン（天の声）
- 森田悟

ナレーション
- 小松由佳

青山学院大学
- 新井優衣香
- 小川美香里
- 岡田真依
- 寒川綾奈
- 渡辺暢子

清泉女子大学
- 井上絢香
- 星野有紀

津田塾大学
- 大野美佳

大妻女子大学
- 門田芽衣

立教大学
- 唐津千夏

明治大学
- 倉光智子
- 林理永

F女学院大学
- 小菅遥香

早稲田大学
- 齊藤瑞己

学習院大学
- 永谷有理

東洋大学
- 中野藍
- 若林奈々絵

東京女子大学
- 原由希子

専修大学
- 平田亜由美

横浜国立大学
- 山内可菜子

### 2ndStage
☆は、継続出演している人。
早稲田大学
- 齊藤瑞己☆
- 目木茜

横浜国立大学
- 山内可菜子☆
- 山口真聖

東京女子大学
- 小出水千紗

青山学院大学
- 新井優衣香☆
- 小川美香里☆
- 岡田真依☆
- 中根可奈子
- 川口奈月

F女学院大学
- 小菅遥香☆

慶應義塾大学
- 兵頭奈緒

日本女子大学
- 芦沢優佳

清泉女子大学
- 星野有紀☆

日本獣医生命科学大学
- 林なつき

## 企画

### 1stStage
レギュラー企画
- お菓子企画
LOTTEとのコラボ商品を発売するためプレゼンから企画までをすべて行った。
- 最強サークルファイル
変わったサークルやその大学独自のサークルなど視聴者から寄せられた情報をもとにすぴカレメンバーが調査に行くコーナー。

不定期企画
- 彼ごはん
- イケメンカタログ

単発企画
- 政治チャレンジ企画
- 原石ガールProject
- 女子大生人間性テスト
- 学食バンザイ！
- 思い出☆リメイク
- ママ大学生
- 「すぴカレ」の秘密
- カワイイ子リレー
- 渋谷ファッションショー
- 原石ボーイ
- アナトレ
- VIVA! 盛り写メ

### 2ndStage
- 就職活動企画
- レコチョクコラボ企画「WHITE JAM」
- すっぴんでASK!
- すぴカレ×TBC
- すっぴんカレッジ情報局

## 放送内容

### 1stStage
| 回  | 放送日        | レギュラー放送   | レギュラー放送         | 不定期or単発放送                        |
| --- | ------------- | ---------------- | ---------------------- | --------------------------------------- |
| #1  | 2009年4月7日  | お菓子企画       | 最強サークルファイル   | - 彼ごはん - イケメンカタログ           |
| #2  | 2009年4月21日 | お菓子企画       | 最強サークルファイル   | - 政治チャレンジ企画                    |
| #3  | 2009年5月5日  | お菓子企画       | お菓子企画             | - イケメンカタログ - 原石ガールProject  |
| #4  | 2009年5月19日 | お菓子企画       | 最強サークルファイル   | - 彼ごはん                              |
| #5  | 2009年6月2日  | お菓子企画       | 最強サークルファイル   | - 女子大生人間性テスト - 学食バンザイ！ |
| #6  | 2009年6月16日 | お菓子企画       | 最強サークルファイル   | - 思い出☆リメイク                       |
| #7  | 2009年6月30日 | お菓子企画       | お菓子企画             | - ママ大学生 - 「すぴカレ」の秘密       |
| #8  | 2009年7月14日 | お菓子企画       | 最強サークルファイル   | - カワイイ子リレー                      |
| #9  | 2009年7月28日 | お菓子企画       | 最強サークルファイル   | - イケメンカタログ                      |
| #10 | 2009年8月10日 | お菓子企画       | 最強サークルファイル   | - 渋谷ファッションショー                |
| #11 | 2009年8月25日 | お菓子企画       | お菓子企画             | - イケメンカタログ - 原石ボーイ         |
| #12 | 2009年9月8日  | - お菓子企画     | - 最強サークルファイル | - アナトレ - VIVA! 盛り写メ             |
| #13 | 2009年9月22日 | お菓子企画完結編 | お菓子企画完結編       | お菓子企画完結編                        |

エンディングには、ファッションチェックや今日のキャサリン特製晩御飯メニューが流れる。

### 2ndStage
| 回 | 放送日         | 放送内容 |
| -- | -------------- | --- |
| #1 | 2009年10月6日  | - 就職活動企画 - レコ直コラボ企画「WHITE JAM～PV出演～」 - すっぴんカレッジ情報局 |
| #2 | 2009年10月20日 | - 就職活動企画「就活への疑問」 - すっぴんでASK!「アルバイトについて・大切なものは?」 - レコ直コラボ企画「WHITE JAM～プロモーション計画～」 - すっぴんカレッジ情報局                                                                                         |
| #3 | 2009年11月3日  | - すぴカレ×TBC「どうすれば肌がキレイになるの?」 - 就職活動企画「女子大生就活座談会①」 - すっぴんでASK!「キュンとする異性のしぐさ」 - すっぴんカレッジ情報局                                                                                                 |
| #4 | 2009年11月17日 | - すぴカレ×TBC「正しいボディーケアを知りたい!」 - 就職活動企画「女子大生就活座談会②」 - レコ直コラボ企画「WHITE JAM～メンバーへのプレゼン～」 - すっぴんでASK!「こっそり続けている努力」 - すっぴんカレッジ情報局「学園祭リポート～横浜国立大学・常盤祭～」 |
| #5 | 2009年12月1日  | - 女子大生ツアー「渋谷★原宿・横浜編」 - すっぴんでASK!「大学生活とは?・最近読んで面白かった本は?」 - 就職活動企画「女子大生就活座談会③」 - レコ直コラボ企画「WHITE JAM～ライブ出演～」 - すっぴんカレッジ情報局                                             |
| #6 | 2009年12月15日 | - 自炊改善企画「女子大生の食生活について」 - すっぴんでASK!「異性の冷めるポイントは?・最近読んで面白かった本は?」 - 就職活動企画「女子大生就活座談会④」 - レコ直コラボ企画「WHITE JAM～出張ライブ・すぴカレオリジナルPV～」 - すっぴんカレッジ情報局        |

## スタッフ
- 企画：すぴカレメンバー
- 企画協力：宮澤宏・中村順子
- ナレーション：吉川未来
- 撮影：渡辺宗敏
- オフライン編集：畑山笑穂
- VTR編集：木村信彦
- MA：塩釜亮平
- 音効：原田慎也
- ホームページ：高橋剛（BSフジ）
- 広報：渡辺裕予（BSフジ）
- アシスタントディレクター：小西杏奈・狩野由美
- ディレクター：稲見一茂・宮久乃・近藤隆
- プロデューサー：荒川桂輔・久保山努
- チーフプロデューサー：白川洋子（BSフジ）・坂本健（NEXTEP）
- 制作協力：NEXTEP
- 制作著作：BSフジ

## 関連番組
- TA☆RO - 中京テレビ放送
- キャンパスナイトフジ - フジテレビジョン